# Robert A. Lovett
Pour les articles homonymes, voir Lovett.
Robert Abercrombie Lovett, né le 14 septembre 1895 à Huntsville (Texas) et mort le 7 mai 1986 à Locust Valley (New York), est le quatrième secrétaire à la défense des États-Unis, après avoir été promu à ce poste de Secrétaire adjoint de la Défense. Il fait partie du cabinet du président Harry S. Truman de 1951 à 1953 et, à ce titre, dirige la guerre de Corée. En tant que sous-secrétaire d'État, il se charge de la plupart des tâches du département d'État pendant que George C. Marshall est secrétaire.
Robert A. Lovett est un membre essentiel du groupe d'anciens de la politique étrangère connu sous le nom de "The Wise Men", et est considéré comme un « architecte de la guerre froide » par le spécialiste des sciences sociales G. William Domhoff, dans son livre de 1970, The Higher Circles : The Governing Class in America.

## Biographie

### Enfance et famille
Robert A. Lovett naît le 14 septembre 1895 à Huntsville, au Texas. Il est le fils de Robert S. Lovett, représentant les intérêts ferroviaires d'E. H. Harriman au Texas, président et président du conseil d'administration de l'Union Pacific Railroad et directeur de la National City Bank of New York et de Western Union.

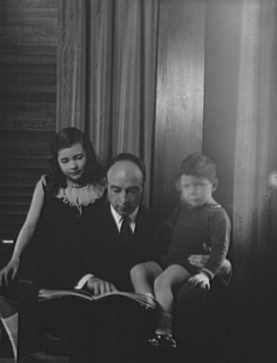
Robert A. Lovett et ses enfants à leur domicile en 1930.

Le 19 avril 1919, Robert A. Lovett épouse la débutante Adele Quartley Brown, fille de James Brown (1863-1935), descendant d'Alexander Brown (1764-1834) et de la famille bancaire new-yorkaise Brown qui, en 1931, fusionnera avec une autre société de Wall Street, Harriman Brothers & Company, pour former Brown Brothers Harriman & Co, et Adele Quartley (1866-1954), fille du célèbre peintre de paysages marins Arthur Quartley (en); le couple a deux enfants.

### Éducation
Robert A. Lovett est diplômé de la Hill School de Pottstown, en Pennsylvanie, en 1914. Il est membre de la fraternité étudiante Skull and Bones à l'université Yale,, où il obtient son B. A. en 1918. De 1919 à 1921, Robert A. Lovett entreprend des études supérieures de droit, puis en administration des affaires, à l'université Harvard.

### Carrière

#### Service militaire
Membre de la First Yale Unit, Robert A. Lovett devient enseigne de vaisseau pendant la Première Guerre mondiale. Passionné d'aviation, il vole avec le British Naval Air Service lors de missions de patrouille et de combat, puis commande une escadrille aéronavale américaine, atteignant le grade de lieutenant-commandant. Il reste intéressé par l'aéronautique, en particulier par l'aviation commerciale et militaire européenne. 

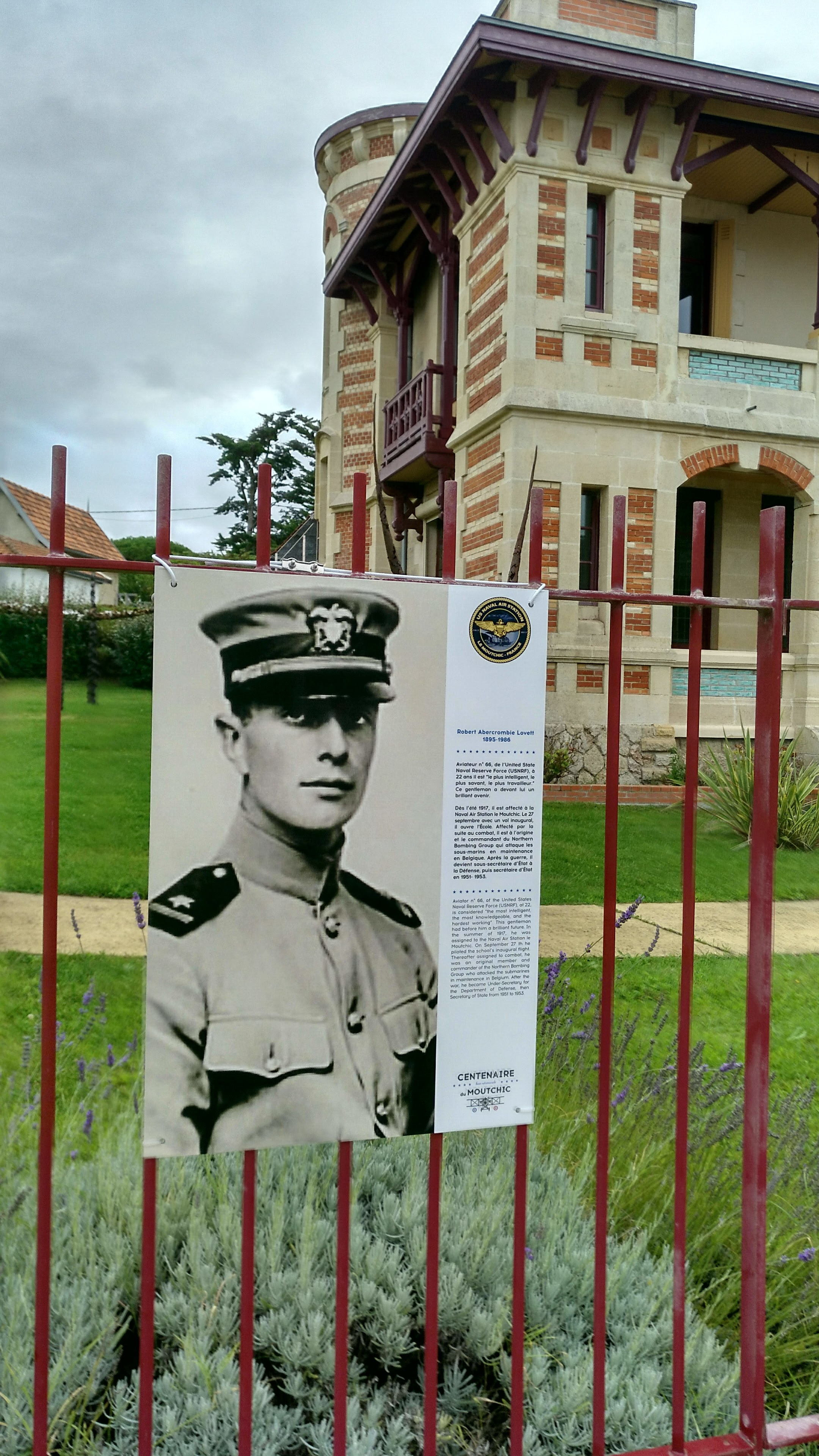
Panneau d'information sur Robert A. Lovett à Lacanau 2017

#### Industrie
Robert A. Lovett « rejoint la société bancaire de son père en 1921 », puis la société bancaire de la famille de sa femme, Brown Brothers Harriman, où il devient associé en 1926.
Il est directeur intermittent de Freeport Sulphur, à partir des années 1930, pendant plus de 25 ans.

#### Politique
En décembre 1940, Robert A. Lovett est nommé assistant spécial pour les affaires aériennes du secrétaire à la Guerre Henry L. Stimson. Dans le même temps, John J. McCloy devient secrétaire général adjoint, et Harvey Hollister Bundy (en) devient assistant spécial du secrétaire à la guerre.
Le 22 avril 1941, Robert A. Lovett est nommé secrétaire adjoint à la guerre pour l'air, un poste qui était vacant depuis l'inauguration de Roosevelt en 1933. Il sert avec distinction, supervisant l'expansion massive des forces aériennes de l'armée et l'acquisition d'un grand nombre d'avions pendant la Seconde Guerre mondiale. En décernant à Robert A. Lovett la Distinguished Service Medal en septembre 1945, le président Harry Truman écrit : « Il a vraiment été les yeux, les oreilles et les mains du secrétaire à la Guerre en ce qui concerne la croissance de cette énorme puissance aérienne américaine qui a étonné le monde et joué un si grand rôle dans la conclusion rapide et réussie de la guerre. ».
Le président Truman refuse d'accepter la démission de Lovett et celle de McCloy lorsqu'ils donnent leur démission avec Bundy en septembre 1945. Le 22 octobre 1945, le secrétaire à la Guerre Robert Patterson crée le comité Lovett, présidé par Robert A. Lovett, pour conseiller le gouvernement sur l'organisation des activités de renseignement américaines après la Seconde Guerre mondiale, ce qui conduit à la création de la CIA.
En décembre 1945, Robert A. Lovett retourne chez Brown Brothers Harriman, avant d'être rappelé à Washington un peu plus d'un an plus tard pour servir auprès du général George Marshall en tant que sous-secrétaire d'État. Grâce à un dialogue avec le sénateur Arthur Vandenberg, il participe à la rédaction de la résolution Vandenberg, qui aboutit à la création de l'OTAN. George Marshall est en mauvaise santé et n'a jamais été un bourreau de travail. Il confie les grandes responsabilités à ses adjoints, en particulier à Robert A. Lovett, et refuse de se préoccuper des détails. En 1948, les fragilités s'accumulant, la participation de George Marshall est encore réduite. Il déclare : « Le fait est que Lovett porte la charge principale, car je m'absente chaque fois que possible. ».
En janvier 1949, Robert A. Lovett retourne à ses activités d'investissement. George Marshall insiste cependant pour que Robert A. Lovett le rejoigne à nouveau lorsqu'il prend la tête du Pentagone en tant que secrétaire à la Défense en septembre 1950. En tant que secrétaire adjoint à la défense de George Marshall, Robert A. Lovett joue à nouveau le rôle principal dans la gestion du département.
Lorsque Robert A. Lovett devient secrétaire à la Défense, la fin de la guerre de Corée n'est pas encore en vue. Sa principale préoccupation reste le programme de réarmement à long terme. Comme Marshall, Robert A. Lovett pense que les États-Unis ont commis une grave erreur à la fin de la Seconde Guerre mondiale en désintégrant l'armée. Il se joint également à Marshall pour s'opposer à la reconnaissance du nouvel État d'Israël en 1948, car il pense qu'elle est contraire aux intérêts stratégiques à long terme des États-Unis dans la région.
Lorsque la guerre de Corée éclate de façon inattendue, il conçoit un programme de réarmement massif destiné à la fois à répondre aux exigences d'une guerre limitée et à servir de base de dissuasion et de mobilisation en cas d'urgences militaires futures. Comme le dit Robert A. Lovett, « Jusqu'à présent, ce pays n'a eu que deux réglages de l'accélérateur : l'un, grand ouvert pour la guerre, et l'autre, fermé pour la paix. Ce que nous essayons vraiment de faire, c'est de trouver une vitesse de croisière. ».
Robert A. Lovett plaide pour des budgets monétaires importants afin de poursuivre la guerre de Corée et d'améliorer la force défensive des États-Unis. Il demande d'importantes sommes d'argent et plaide vigoureusement contre des coupes supplémentaires du Congrès, soulignant la nécessité d'accroître les forces de l'armée de terre, de la marine et du corps des marines. Il plaide en faveur d'un objectif de 143 escadres de l'armée de l'air (par rapport aux 95 autorisées à l'époque) et d'une armée plus importante. Robert A. Lovett n'obtient pas tout ce qu'il souhaite. Le montant réel que son ministère reçoit pour 1953 s'élève à environ 44,2 milliards de dollars, soit près de 13 milliards de moins que l'année précédente. Il avait initialement demandé 71 milliards de dollars, avant de réduire ses demandes à 49 milliards de dollars.
Les efforts de Robert A. Lovett pour atteindre les objectifs de réarmement et de préparation souffrent en 1952 d'un conflit majeur entre le gouvernement fédéral et l'industrie sidérurgique. Truman tente d'éviter une menace de grève, causée principalement par un conflit salarial, en prenant le contrôle des aciéries en avril 1952. La grève a lieu après que la Cour suprême ait jugé que l'ordre de saisie de Truman soit inconstitutionnel. Robert A. Lovett soutient l'action du président comme étant essentielle au maintien de la production de défense et exprime de sérieuses inquiétudes quant aux effets de la grève sur les capacités militaires de la nation. Malgré cela, il note que « les six derniers mois de 1952 ont vu les augmentations les plus significatives de l'efficacité militaire des États-Unis depuis le début de la mobilisation partielle. ».
À la fin de l'administration Truman, le ministère de la Défense relève avec succès les défis de la mobilisation de la guerre de Corée et s'engage dans un effort de préparation à long terme.
Outre la question de la préparation, Robert A. Lovett hérite d'un certain nombre d'autres questions qui ne sont toujours pas résolues au début des années 1950, notamment le rôle militaire approprié des armes nucléaires. Les positions de Robert A. Lovett sur la question des armes nucléaires et d'autres questions militaires majeures suivent généralement celles de ses prédécesseurs. Il soutient fermement l'entraînement militaire universel, qu'il considère comme la seule approche viable à long terme pour constituer une force de réserve et rendre ainsi possible un établissement militaire régulier plus petit. Fervent partisan de l'OTAN, il joue un rôle important lorsque le Conseil de l'OTAN adopte, en février 1952, des objectifs de forces totalisant 50 divisions et 4 000 avions à atteindre à la fin de 1952.

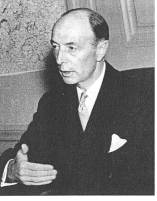
Le secrétaire adjoint à la guerre, M. Lovett, a assisté au rôle de l'armée de l'air dans le développement du droit international de l'espace extra-atmosphérique.

Malgré une administration relativement harmonieuse, Robert A. Lovett ressent une insatisfaction croissante à l'égard de l'organisation de la défense existante. Bien qu'il reconnaisse qu'une véritable unification ne peut résulter que d'un processus évolutif, et non d'un décret législatif, à l'approche de la fin de son mandat, il perçoit la nécessité de modifier la loi sur la sécurité nationale au-delà de ce qui a été fait en 1949. S'exprimant sur l'unification lors d'une conférence de presse une semaine avant de quitter ses fonctions, il fait remarquer que le département de la Défense devrait être réorganisé de manière substantielle si les États-Unis étaient impliqués dans un conflit majeur. Il présente ses recommandations dans une longue lettre adressée au président Truman le 18 novembre 1952, proposant de clarifier les relations du secrétaire à la Défense avec le président, les chefs d'état-major interarmées et les départements militaires, de redéfinir les fonctions des chefs d'état-major interarmées, de réorganiser les départements militaires et de réorganiser et redéfinir les fonctions du Conseil des munitions et du Conseil de recherche et de développement.
Robert A. Lovett destine ses recommandations à un examen pratique par son successeur, et elles jouent effectivement un rôle important dans la formulation d'un plan de réorganisation au cours des premiers mois de l'administration Eisenhower. Préoccupé par la nécessité d'un changement ordonné après les élections au sein du ministère de la Défense, Robert A. Lovett rencontre plusieurs fois le nouveau secrétaire, Charles Erwin Wilson, pendant la période de transition et s'assure qu'il est bien informé des questions d'actualité.
Les journaux intimes de Lovett pendant qu'il était sous-secrétaire d'État (1947-1949) sont disponibles dans la collection Brown Brothers Harriman, conservée dans la collection de manuscrits de la New-York Historical Society.

### Vie ultérieure et mort
Après avoir quitté ses fonctions de secrétaire à la Défense le 20 janvier 1953, Robert Lovett retourne chez Brown Brothers Harriman, où il est resté actif en tant qu'associé général pendant de nombreuses années. Il est reconnu comme l'un des administrateurs les plus compétents à avoir occupé le poste de secrétaire à la Défense et comme un critique perspicace de l'organisation de la Défense. Son travail pour achever la mobilisation de la guerre de Corée et pour planifier et mettre en œuvre le programme de réarmement à long terme, ainsi que ses propositions pour restructurer le ministère de la Défense, figurent parmi ses principales contributions.
Mais son travail pour le gouvernement américain n'est pas encore tout à fait terminé. En janvier 1956, le président américain Dwight D. Eisenhower persuade Robert A. Lovett d'accepter un poste à temps partiel au sein du tout nouveau President's Board of Consultants on Foreign Intelligence Activities qui, des années plus tard, sera connu sous le nom de President's Intelligence Advisory Board.
Après l'élection présidentielle de 1960, Joseph P. Kennedy - qui avait servi avec Lovett au sein du President's Board of Consultants - conseille à son fils John F. Kennedy d'offrir à Robert A. Lovett tout poste au sein du Cabinet américain qu'il pourrait désirer. Robert A. Lovett refuse courtoisement, invoquant des raisons de santé. En 1963, il reçoit la médaille présidentielle de la Liberté, avec distinction. En 1964, il reçoit le prestigieux prix Sylvanus Thayer de l'Académie militaire des États-Unis pour ses services rendus au pays.
G. William Domhoff- qui a décrit Lovett, Harvey Bundy et John McCloy comme ayant une relation de travail étroite ; et a crédité John F. Kennedy d'avoir accepté le conseil de Robert A. Lovett de nommer Dean Rusk au poste de Secrétaire d'État, Robert S. McNamara au poste de Secrétaire à la Défense, et C. Douglas Dillon au poste de Secrétaire au Trésor en 1961.
Robert A. Lovett meurt à Locust Valley, dans l'État de New York, le 7 mai 1986, à l'âge de 90 ans. Son épouse, Adele, meurt avant lui, le 4 janvier 1986. Tous deux meurent après leurs enfants, Evelyn Springer Lovett Brown (1920-1967) et Robert Scott Lovett, II (1927-1984). Ils sont inhumés au cimetière de Locust Valley.
Le département d'histoire de l'université Yale, son alma mater, a créé en son honneur la chaire d'histoire militaire et navale Robert A. Lovett. Son titulaire actuel est John Lewis Gaddis, l'historien réputé de la guerre froide.